# Zemí šelem
Zemí šelem (1880, La Maison à vapeur) je dobrodružný román s vědeckofantastickými prvky od francouzského spisovatele Julesa Verna z jeho cyklu Podivuhodné cesty (Les Voyages extraordinaires). Francouzský název románu znamená v překladu Dům na páru, česky kniha také vyšla pod názvem Nana Sahib nebo Ocelový olbřím.

## Obsah románu
Román vypráví napínavý příběh odehrávající se v Indii roku 1867. Inženýr Banks pozve plukovníka Munra, kapitána Hooda a Francouze Mauclera na výpravu po severních částech Indie. Jako dopravní prostředek jim má sloužit obrovský ocelový slon poháněný parním strojem, původně vyrobený jako hračka pro bohatého rádžu. Kolos jako kráčející lokomotiva táhne dva pojízdné obytné bungalovy, je však také schopen plavby ve vodě, neboť jeho nohy mohou ve vodním prostředí sloužit jako lopatková kola a bungalovy mohou rovněž plavat. Jako komín slouží stroji zvednutý chobot. Popis putování výpravy je pro Verna rámcem, do kterého kromě geografických a přírodních zajímavostí vložil jako hlavní dobrodružný motiv snahu plukovníka Munra pomstít smrt své ženy. Za tu je odpovědný jeden z bývalých vůdců povstání sipáhijů z roku 1857 Nana Sáhib, který je již deset let hledán pro zločiny, které během tohoto povstání spáchal. Na jeho rozkaz byla plukovníkova žena vržena do studny a tam pak byla zasypána. Dozvídáme se však také, že plukovník Munro zavinil smrt družky Nany Sáhiba.
Po dlouhé cestě, která vedla z Kalkaty až k úpatí Himálaje a odtud do Jabalpuru ve střední Indii a na které došlo i k dramatickým střetům s divokými slony a tygry, dojde ke konečnému střetnutí plukovníka Munra a Nany Sáhiba. Plukovník Munro je nejprve svým nepřítelem zajat. V zajetí zjistí, že jeho žena není mrtvá. Podařilo se jí ze zasypané studny vylézt, ale vlivem prožitých hrůz ztratila rozum a nepoznává ho. Plukovníkovi přátelé Munra osvobodí, zmocní se dokonce Nany Sáhiba a na ocelovém slonovi prchají před pronásledovateli. Když už se zdá, že budou přemoženi, zatarasí inženýr Banks slonem cestu a zatíží bezpečnostní záklopky slonova parního stroje. Jakmile se k němu pronásledovatelé přiblíží, aby osvobodili Nanu Sáhiba, přivázaného ke krku slona, parní stroj vybuchne. Nana Sáhib zahyne a naši přátelé jsou zachráněni. Později se manželce plukovníka Munra vlivem jeho láskyplného zacházení vrátí zdravý rozum.

## Ilustrace
Knihu Zemí šelem ilustroval Léon Benett

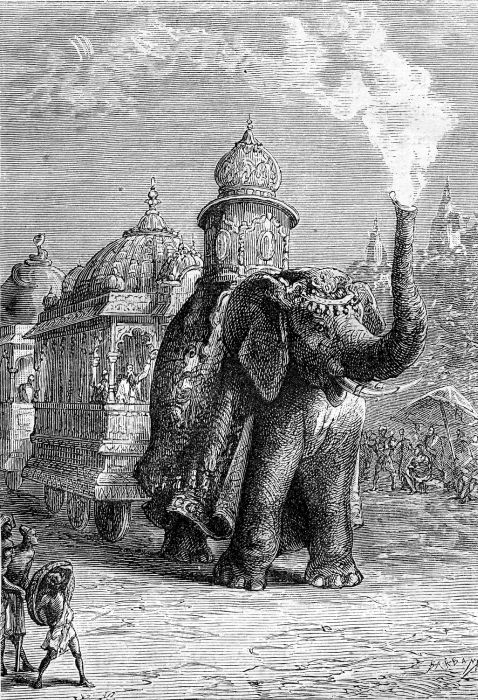
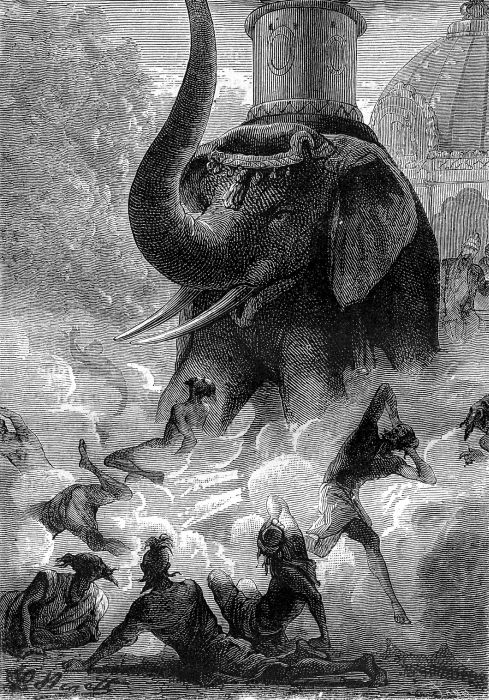
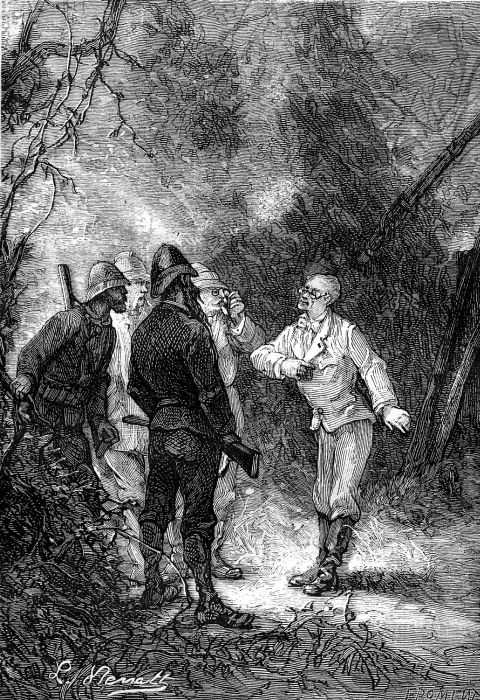
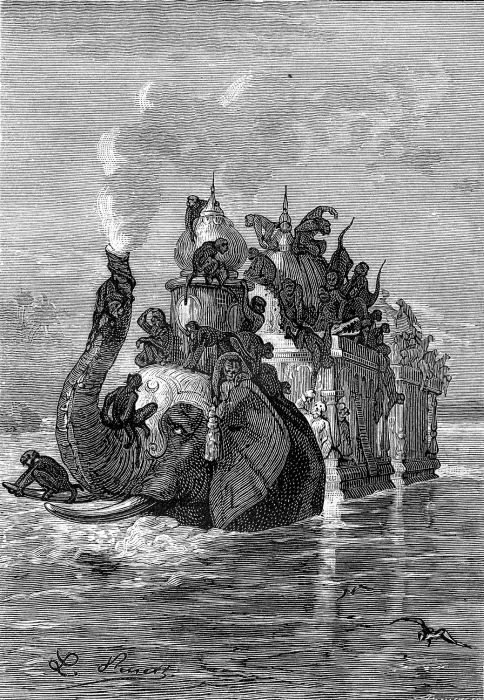
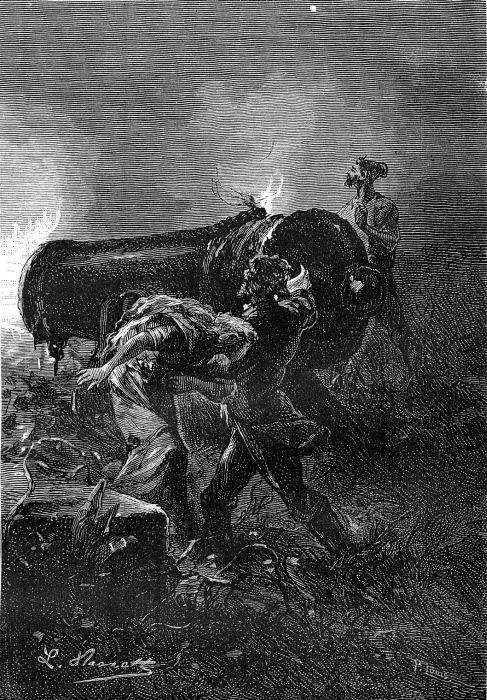

## Česká vydání
- Zemí šelem, Josef R. Vilímek, Praha 1895, přeložil Bedřich Fricke, znovu 1911.
- Nana Sahib, Eduard Beaufort, Praha 1913, přeložili Zdenka Vorlová a František Soldán, dva svazky,
- Ocelový olbřím, Alois Hynek, Praha 1919, přeložil Pavel Projsa, znovu 1921.
- Zemí šelem, Josef R. Vilímek, Praha 1923, přeložil Bedřich Fricke, znovu 1929.
- Zemí šelem, Josef R. Vilímek, Praha 1948, přeložil Zdeněk Hobzík, znovu 1949.
- Zemí šelem, Albatros, Praha 1972, přeložil Václav Netušil, znovu 1991.
- Zemí šelem, Návrat, Brno 1997, přeložil Bedřich Fricke.
- Zemí šelem, Albatros, Praha 2011, převyprávěl Ondřej Neff.
- Zemí šelem, Nakladatelství Josef Vybíral, Žalkovice 2017, přeložil Bedřich Fricke.
- Zemí šelem, Omega, Praha 2021, přeložil Bedřich Fricke.